# Deutschmeister-Palais
Il Palais Erherzog Wilhelm (detto anche Deutschmeister-Palais) è un palazzo di Vienna che fu di proprietà della famiglia imperiale.

## Storia
La struttura è una delle più antiche della Ringstraße viennese voluta da Francesco Giuseppe d'Austria. Il cliente della costruzione fu l'arciduca Guglielmo Francesco d'Asburgo-Teschen, gran maestro dell'Ordine Teutonico il quale commissionò i lavori all'architetto Theophil Hansen nel 1864. La costruzione terminò quattro anni più tardi ma nel 1870 l'arciduca vendette il palazzo all'Ordine Teutonico, al quale rimase sino al 1938 quando passò alle SS come quartier generale di Vienna. Tornato allo stato nel 1945, il palazzo venne sfruttato sino al 1974 come sede della polizia federale austriaca a Vienna e successivamente lasciato disabitato.
Nel 1981 il palazzo venne acquistato dall'OPEC che, grazie all'operato dell'architetto Georg Lippert, lo restaurò e, facendo coprire alcuni cortili interni, vi ricavò nuovi spazi. È quindi diventata la sede del Fondo OPEC per lo sviluppo internazionale (OFID).